# 平方投票法
平方投票法（英語：Quadratic Voting, QV），早期譯作二次方投票，是套集体决策程序。參與決策的投票者不僅透過分配投票来表达偏好，更能表達偏好的程度。藉此，平方投票試圖解决多数決的常見難題，如投票悖论、棄保效應及配票。

## 簡述
平方投票允许投票者为额外投票“付费”，以更强烈地表达对特定議題的支持，从而导致投票结果与支付结果的最高意愿一致，而不仅仅是用户偏好的结果。无论个人偏好的强度如何。投票的支付可以通过人工或真实货币（例如，在投票成员之间平均分配代币或使用真实货币）。平方投票是基数投票类别中累积投票的变体。它与累积投票的不同之处在于将“成本”和“投票”关系从线性变为平方。
基于市场原则，平方投票每个投票者都會事先获得了一些投票點數。他们可以使用這些點數來投票，藉以影響投票結果。如果投票者强烈支持或反对特定决定，可以花費點數，來取得额外的选票。平方投票，藉此显示选民的支持、反對程度。選票价格规则决定了额外投票的成本，每多取得一次額外投票的成本會变得越来越昂贵。通过增加选民點數成本，來凸顯个人对特定决定的支持。如果使用金钱，而非點數，這些花費最终会透過公共支出返回至选民身上。格倫·韋爾和Steven Lalley进行了相關研究，主張平方投票法的决策效率会随着选民数量的增加而增加。平方投票函数的简化公式是：
選民的投票成本=（投票数）2
| 投票次數 | 「投一次票」 的成本 |
| -------- | ------------------- |
| 1        | 1                   |
| 2        | 4                   |
| 3        | 9                   |
| 4        | 16                  |
| 5        | 25                  |

投票成本的平方增加特性，使投票者會選擇将投票分散在许多選項上，来更有效地使用自己的票。如，预算为16个投票點數的投票者可以在16个選項上都使用1點投票點數投1張票。但是，如果投票者对某个選項有更强烈的热情或情绪，他可以以16點為代价，在单一選項投下4票，从而有效地用完手上预先分配的點數。这种投票對換票提供強烈誘因。而規定投票匿名，可以防止買票或交易，因为这些交易无法验证買賣雙方身分。
相比之下，基于一人一票(1p1v)的主流多数決规则可能导致只关注最受欢迎的政策，因此低估了较小的政策。与对非主流議题有较高偏好的少数选民相比，較少偏好程度的非利益相關多數選民能在多數議題上投票，会减少总体福利。而具有自检制度（即联邦制、三权分立）的复杂当代民主制度将继续扩大其政策，因此平方投票須修正一人一票制度。
在当前主流多数決規則中，每人都被分配一票，以投给特定候选人，而不能投給其他潜在选项。最後由获得多数选票的候选人获胜。该投票制度有一个明显的缺点，即某一選項或候选人只要取得比次佳选项更多的選票，哪怕只有一點點，仍然可以获胜。这造成人民的不满，也是全球選民对民主不信任和冷漠的原因。

## 历史
已知最早的理想化平方投票模型之一是由3位先驅學者提出的：威廉·维克里、克拉克和格羅夫斯(Theodore Groves)。他们分析、設計了維克里-克拉克-格羅夫斯機制（VCG）。该机制的設計目的是，透過市場，以易理解、透明的機制，计算和收取任何资源的具体价格。这种機制可以激励使用者诚实地申报效用，而且讓政府能以正确的价格向他们收取費用。該理論在投票中應用，允許人们在展示偏好的强度的同时投票。然而，就像其他的投票制度，事实证明它令人費解而容易受到欺骗，並有弱均衡和其他缺陷。随着維克里概念的不断发展，微软研究员格倫·韋爾将该概念应用于民主政治和公司治理，创造了“平方投票”，並成立一些组织和社群，試驗平方投票法，並持续研究。採用平方投票法的社群，包括平方投票平台「民主地球」（英語：Democracy Earth）、Collective Decision Engines（方便採用QV的APP）和致力于去中心化的社会治理形式的社群「激進改變」（RadicalxChange, RxC）。
格倫·韋爾创建平方投票模型的主要动机是对抗“多数暴力”，一般多数決规则會產生的直接结果。他认为多数決的两个主要问题是，一不总是促进公共利益，另一是削弱民主。稳定的多数決受益于少数人的损失。即便假设大多数人不集中某個族群之中，多数暴力仍然存在，因为某個社会族群仍然会被剥削。因此，格倫·韋爾認為多数決会危害社会。他认为多数決削弱民主，从历史上看，为了阻止少数群体的政治参与，大多数人会毫不犹豫地设置法律或物理障碍，导致世界各地的民主制度遭到削弱。
为了解决这个问题，格倫·韋爾开发了平方投票法。该投票法，理论上一方面允许人人平等投票，另一方面让少数人有机会购买更多选票以平衡少數與多數間的竞争，从而优化了社会福利。
公司治理中的平方投票旨在通过使用更公平的投票制度来优化公司价值。股东投票的常见问题包括排除可能有利于公司价值但不利于股东的政策，或者多數暴力。这种糟糕的公司治理很容易导致有害的金融危机。
通过平方投票，不仅削弱大股东投票权，而企业员工可以随心所欲地购买选票，参与选举过程。使用平方投票模型，一张票是 1 美元，而两张票是 4 美元，依此类推。收集到的钱被转移到公司，從而分配给股东。为了打击选民欺诈，选票是保密的，勾结是非法的。这样，不仅剥夺了大股东对少数股东的权力，而且在每个人的参与下，确保了政策的制定是为了公司的最佳利益，而不只是股东的最佳利益。

### 美國
2019年4月，科羅拉多州眾議院民主黨核心小組實驗平方投票法。每位實驗的參與者獲得100枚代幣，透過消耗代幣投票，最多能夠對同1項法案投10票，或者對4項不同的法案各投5 票。最後由第85號法案勝出，即《同工同酬法案》，總獲60票。在該次平方投票實驗中，沒有1位參與者在同一法案上花費了全部代幣。

### 臺灣
在實踐數位民主的目標下，臺灣開始平方投票法的嘗試。2019年，在臺北，由「激進改變」（RadicalxChange, RxC）主辦的總統黑客松首度採納平方投票法。 由政府營運的公共政策網路參與平臺也曾測試採用平方投票法。

## 批評

### 稳健性
投票制度的稳健性，可以定义为投票制度对选民或外部影响的非理想行为的敏感程度。平方投票法的稳健性，需應對各种非理想情况，包括选民间的勾结、对投票过程的外部攻击，以及选民的非理性行為。大多数投票制度存在某種程度的共谋，重點是投票制度对共谋的敏感性。平方投票法表现出与一人一票制度相似的共谋敏感性，而对共谋的敏感性远低于维克里-克拉克-格罗夫斯机制（VCG）或格駱夫-勒雅機制(Groves-Ledyard mechanism)。使平方投票法在串通和外部攻击方面更加稳健的相關建议已陸續提出。许多作者研究了选民的非理性行為和误解，如何影響平方投票法的结果。与一人一票相比，平方投票法對“哀兵效應”（Underdog Effect）較不敏感。在投票較懸殊的情況下，即使考慮到選民有非理性行为，如高估自己的選票對結果的影響力、僅打算以選票表達個人意見、希望影響總票數以發出某種訊號等，一般不影響选举的效率。至於投票難分難解時，以上非理性行為的確會令選舉效率變差，但平方投票法因為允許表达偏好，提升了效率，通常仍優於一人一票制度（1p1v）。由于平方投票法允许人们表达偏好程度，社会运动灌输误解或以其他方式改变选民理性行在平方投票法可能比一人一票更有效。

## 平方募資法
維塔利克·布特林与柔伊·希茲格（Zoë Hitzig）、格倫·韋爾合作，提出了平方募資法。平方募資（英語：Quadratic Funding, QF），或譯平方資助，是基于平方投票，分配资金（如，政府预算、慈善来源或直接从参与者那里收集）。該机制无需仰賴集權的中央計劃，便達致公共財的最佳生产。韋爾认为，平方募資解決传统自由市场的問題。传统自由市场鼓励生產者为个人利益生产商品和服务，但未能创造整个社会所期望的结果。和中央計畫相比，平方募資受益于市场機制提供的灵活性和多样性。
Gitcoin是平方募資的早期采用者。但是，Gitcoin的方案不完全等同平方募資。截至2020年初，Kevin Owocki、Scott Moore 和 Vivek Singh 领导該計畫，向开源软件开发项目分发了超过2百萬美元。
全球黑客松组织DoraHacks的开发者激励平台HackerLink，採用平方募資，資助许多開源的Web3生态系统，如Solana、Filecoin和BSC等。DoraHacks方案改良平方募資法。Gitcoin和HackerLink是资助公共財和开源项目最大的平方融资平台。
2024年，日本數位廳支持的DigDAO啟動日本的平方資助實驗。